# Kinnekulletåget
Kinnekulletåget går mellan Göteborg och Örebro över Herrljunga, Vara, Lidköping, Mariestad, Laxå och Hallsberg, till större delen på den oelektriferade Kinnekullebanan. Kinnekulletåget är ett av Västtrafiks regionaltåg. 
Västtrafik ville 2009 slopa några anhalter med lågt passagerarantal, men fick inte igenom detta.

## Tågoperatör
Kinnekulletåget körs med Itinotåg sedan 2016 av SJ Götalandståg. Operatören ansvarar för bemanning av tågen med lokförare och tågvärd. Västtrafik står för bland annat biljettsystem, marknadsföring och tidtabellsplanering. Västtrafik äger eller hyr tågen, och hyr i sin tur ut dem till operatören.
Cirka 40 personer arbetar med Kinnekulletåget, varav omkring 20 som förare. Platskontoret och den huvudsakliga stationeringsorten för verksamheten ligger i Lidköping. Tågen driftleds från SJ Trafikledning i Göteborg.